# Poggio San Marcello
Poggio San Marcello (im lokalen Dialekt: ’l Poggio) ist eine italienische Gemeinde (comune) mit 697 Einwohnern (Stand 31. Dezember 2023) in der Provinz Ancona in den Marken. Die Gemeinde liegt etwa 37 Kilometer westsüdwestlich von Ancona.

## Gemeindepartnerschaften
Poggio San Marcello unterhält eine inneritalienische Partnerschaft mit der Gemeinde Trequanda in der Provinz Siena, eine weitere mit der Gemeinde Međugorje im Kanton Herzegowina-Neretva in Bosnien-Herzegowina.

## Sehenswürdigkeiten
Hervorzuheben sind die spätbarocke Kirche San Nicolò da Bari (Sankt Nikolaus von Bari) und das barocke Santuario di Maria Santissima del Soccorso (Heiligtum der Heiligsten Maria der Zuflucht).

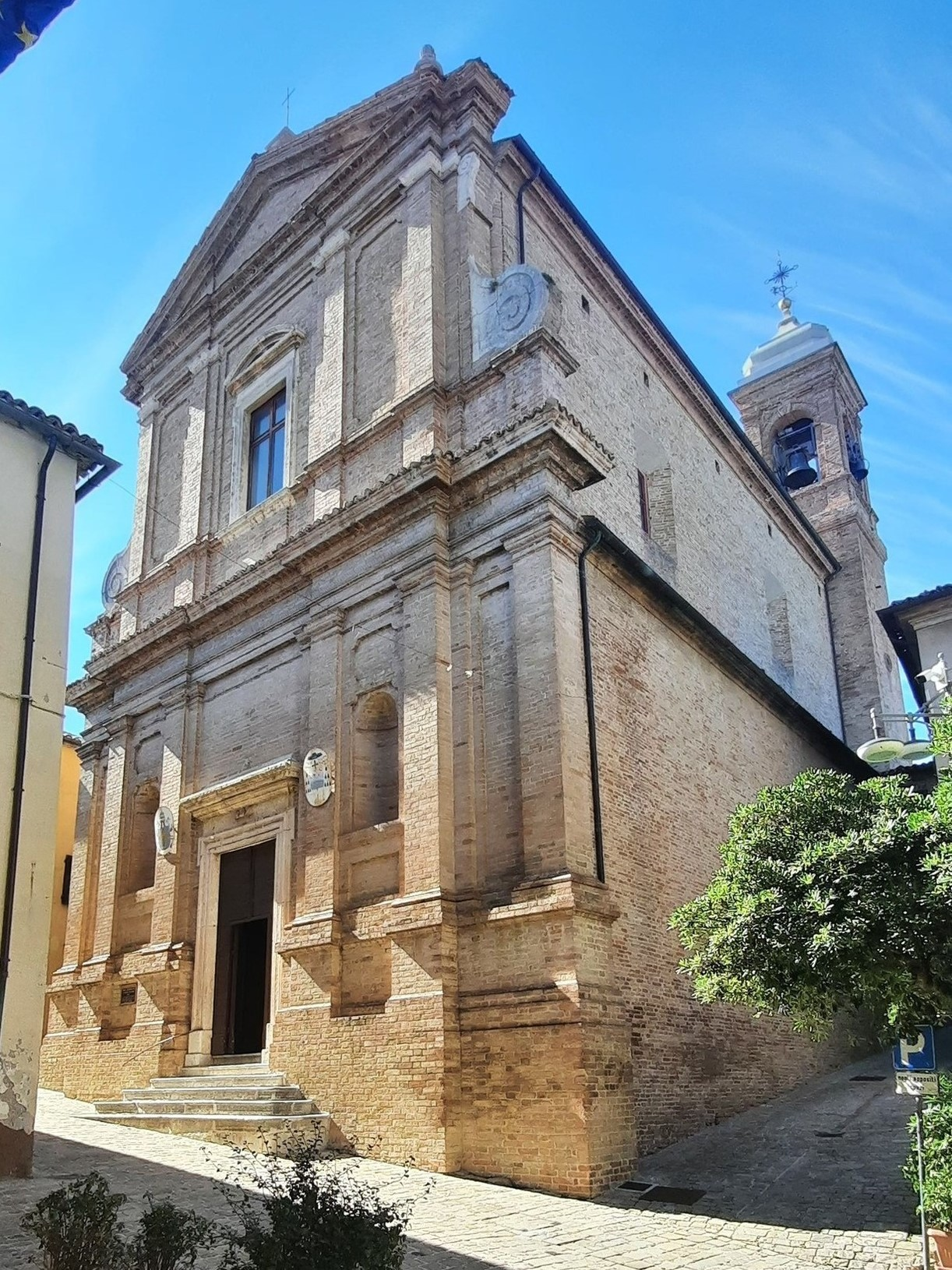
Kirche San Nicolò da Bari
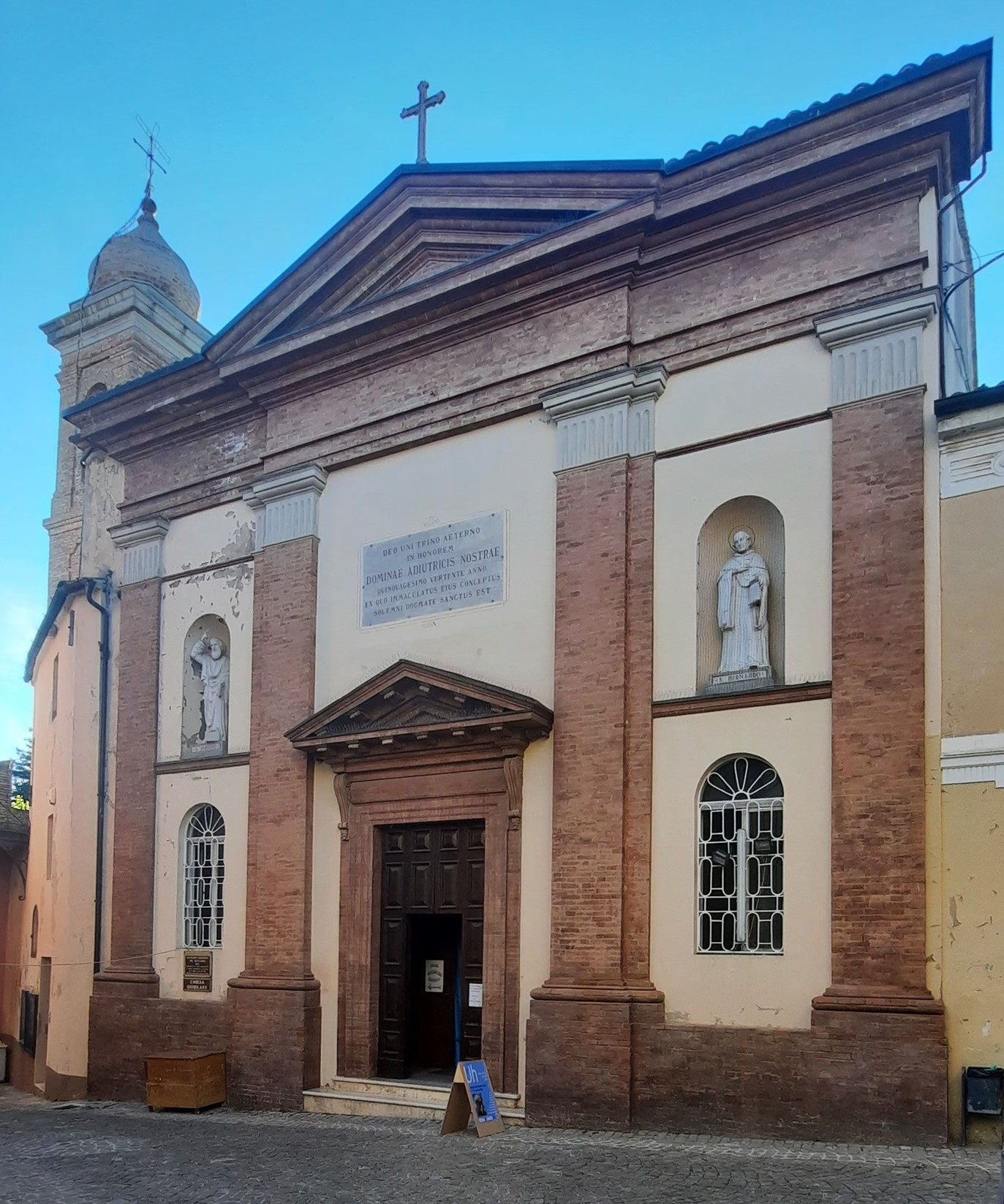
Santuario di Maria Santissima del Soccorso